# Línea 4 (Tucumán)
La Línea 4 es una línea de colectivos urbana de San Miguel de Tucumán, Tucumán, Argentina. Es propiedad de El Corcel S.A. U.T.E. y une las zonas oeste y este de la capital.

## Recorrido

### Ramal Colombres[1][2]
Desde General San Martín y Av. Camino del Perú, por esta, San Juan, Esteban Echeverría, San Martín, Olegario V. de Andrade, Av. Mate de Luna, San Luis, Crisóstomo Álvarez, Charcas, Av. Brígido Terán, Av. Benjamín Aráoz, Av. Coronel Suárez, Amadeo Jacques, Mario Bravo, Estados Unidos, Av. Coronel Suarez, Av. Gob. del Campo, Autopista Presidente Perón, rotonda acceso Refinor, Pje 19/36, calle 38 N.E., Pje 23/32, Calle 36 N.E, Raúl Colombres, José Moreno, Autopista Presidente Perón, Av. Gdor. del Campo, Av. Cnel Suárez, Diego de Villarroel, Alfredo Palacios, Estados Unidos, Mario Bravo, Av. B. Aráoz, Pacará, Av. Soldati, Cuba, Córdoba, J. Colombres, San Martín, Marco Avellaneda, 24 de septiembre, Av. Mate de Luna, Mansilla, Don Bosco, Martín Rodríguez, San Martín, Av. Camino del Perú.

### Ramal Mercofrut[3][4]
Desde San Martín y Av. Camino del Perú, por esta, San Juan, Esteban Echeverría, San Martin, Olegario V. de Andrade, Av. Mate de Luna, San Luis, Crisóstomo Álvarez, Charcas, Av. Bdo. Terán, Av. Benjamín Aráoz, Av. Silvano Bores, Julio Prebisch, Tomas Guido, 15/14 SE, Marcelo T. de Alvear, Av. Pedro M. Aráoz, Tomas Guido, Berutti, calle Auxiliar Este Av. de Circunvalación, ingresa Mercofrut, sale por Cnel. Olleros, Pje. 2/37 S.E., Av. Pascual Tarulli, Av. Democracia, Av. Pascual Tarulli, Pje 2/37 S.E., Cnel. Olleros, ingresa al Mercofrut, sale por calle Auxiliar Este Av. de Circunvalación, Berutti, Tomas Guido, Av. Pedro Miguel Aráoz, Marcelo T. de Alvear, Pje. 15/14 SE, Tomas Guido, Av. Silvano Bores, Av. B. Aráoz, Pacará, Av. Soldati, Cuba Córdoba, J. Colombres, San Martín, Marco Avellaneda, Av. 24 de Setiembre, Av. Mate de Luna, Mansilla, Don Bosco, Martin Rodríguez, San Martín, Av. Camino del Perú.

## Lugares de Interés
- Plaza Belgrano
- Teatro San Martín
- Parque Avellaneda
- Parque Guillermina
- Parque 9 de Julio
- Instituto de Maternidad
- Terminal de Ómnibus de San Miguel de Tucumán